# Pisatin
Pisatin ist eine chemische Verbindung aus der Gruppe der Pterocarpane, die zu den Phytoalexinen zählt.

## Vorkommen

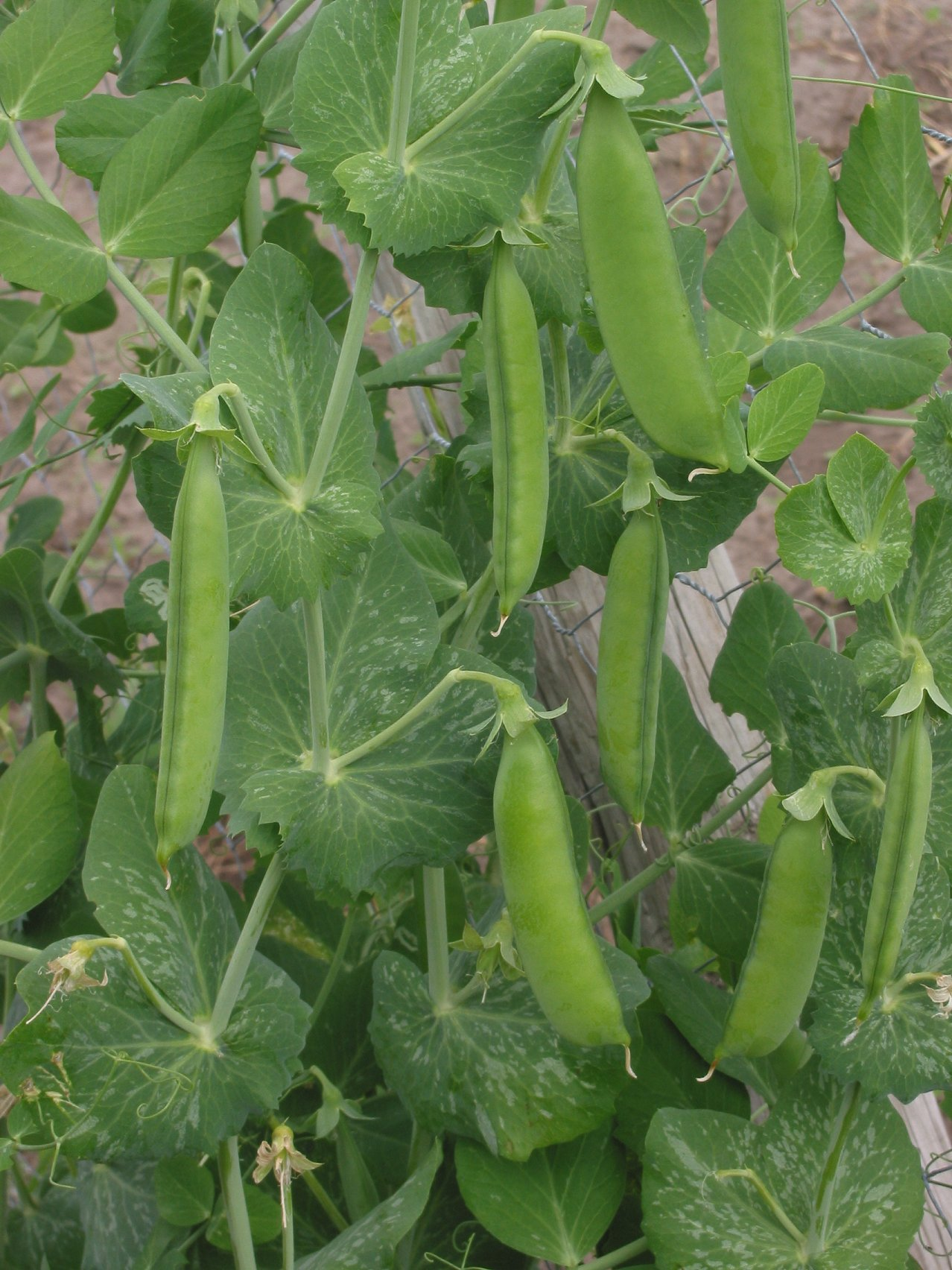
Erbsenpflanze (Pisum sativum)

Pisatin wurde erstmals aus der Erbse (Pisum sativum) isoliert und wirkt als Antimykotikum. Die Biosynthese erfolgt aus Maackiain.